# Bill Jordan
William Brian (Bill) Jordan (28 januari 1936) is een Brits syndicalist en politicus voor Labour.

## Levensloop
Jordan volgde een opleiding aan de Barford Road Secondary Modern School te Birmingham.
In 1986 volgde hij Terry Duffy op als voorzitter van de Amalgamated Engineering Union (AEU). Onder zijn bestuur werd deze vakcentrale omgevormd tot de Amalgamated Engineering and Electrical Union (AEEU). In 1995 werd hij als voorzitter van de AEEU opgevolgd door Davey Hall. In dezelfde periode was hij lid van de algemene raad van het Trades Union Congress (TUC) en van 1986 tot 1995 was hij voorzitter van de Europese Metaalbond (EMB).
In 1994 werd hij aangesteld tot algemeen secretaris van het Internationaal Verbond van Vrije Vakverenigingen (IVVV), een functie die hij uitoefende tot 2000. Hij volgde in deze hoedanigheid de Italiaan Enzo Friso op, zelf werd hij in deze hoedanigheid opgevolgd door de Brit Guy Ryder.
Tevens was hij gouverneur van de London School of Economics van 1987 tot 2002 en van de BBC van 1988 tot 1998.